# Rhadicoleptus
Rhadicoleptus is een geslacht van schietmotten uit de familie van de Limnephilidae. Het geslacht werd voor het eerst wetenschappelijk beschreven door Wallengren in 1891.

## Soorten
Het genus bevat de volgende soorten:

- Rhadicoleptus alpestris (Kolenati, 1848)
- Rhadicoleptus spinifer (McLachlan, 1875)
- Rhadicoleptus ucenorum (McLachlan, 1876)